# 十月維新
十月維新（じゅうがついしん、朝鮮語: 10월 유신）とは、1972年10月17日、当時の大韓民国大統領である朴正煕が、「大統領特別宣言」なるものを発表し、国会の解散や政党・政治集会の中止などを決定し、韓国全土に非常戒厳令を発して、独裁色を強めた一連の宣布のことである。十月維新革命ともいう。また、このときに強行的に改正された憲法を維新憲法、この時期を維新体制という。
朴政権にとっては、5・16軍事クーデターに続く第二のクーデター（自己クーデター）としての意味合いを持つ。
この一連の出来事のため、朴は金大中事件など韓国中央情報部 (KCIA) による反政府運動鎮圧を行った。

## 憲法改正まで
1972年10月17日、朴正煕大統領は 「我が民族の至上課題である祖国の平和的統一」のために 「私たちの政治体制を改革する」と宣言した。 非常戒厳令を宣布して国会を解散して政治活動を禁止した。 また統一主体国民会議を構成して憲法改正案を作って国民投票に付することを指示した。
維新憲法は10月27日に議決され、11月21日の国民投票で確定、12月27日に発布した。